# Arthur Rostron

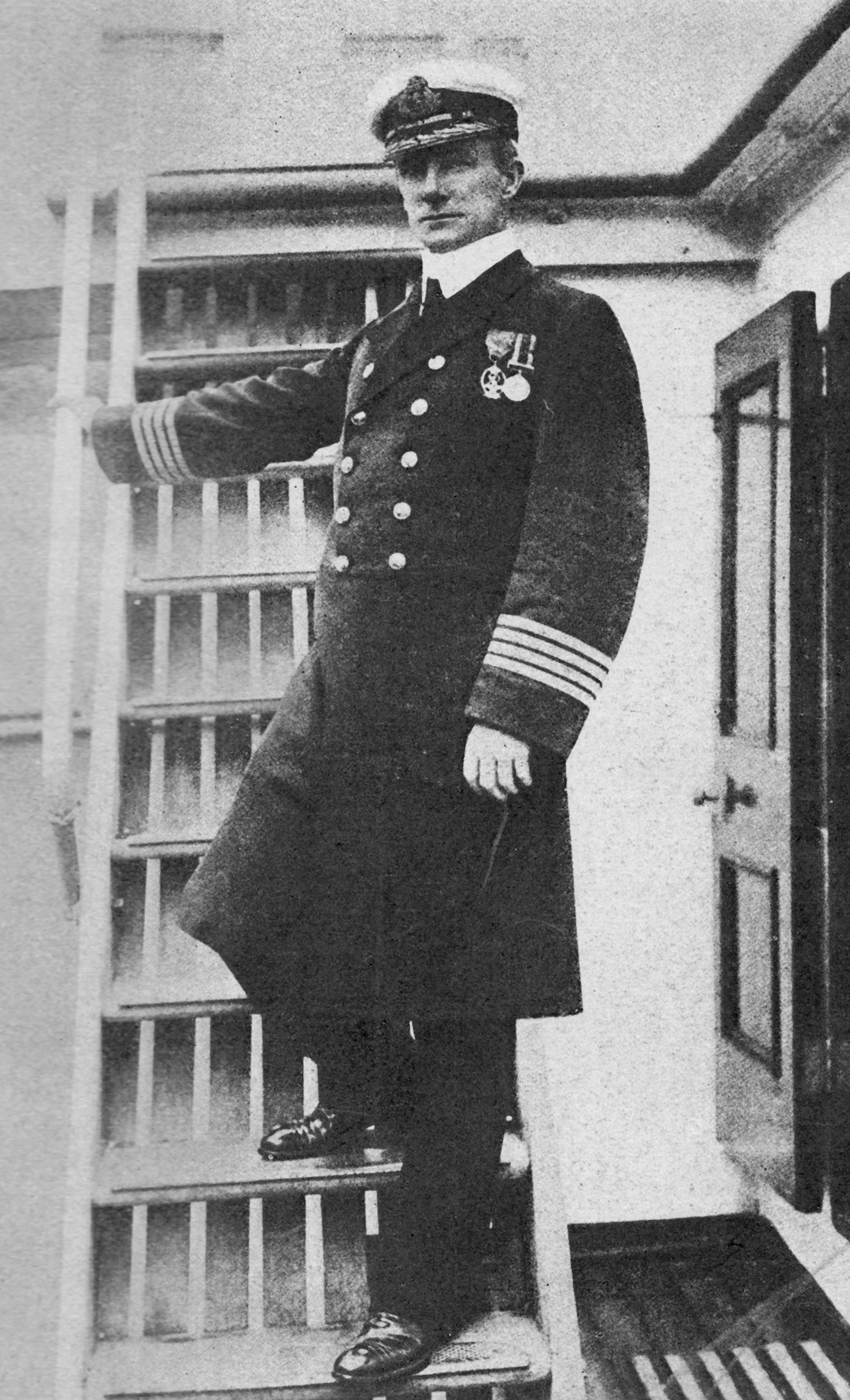
Arthur Rostron 1912 als Kapitän der Carpathia

Sir Arthur Henry Rostron, KBE (* 14. Mai 1869 in Astley Bridge, Lancashire; † 4. November 1940 in Chippenham, Wiltshire) war ein britischer Kapitän. Als Schiffsführer des Dampfers Carpathia erlangte er große Bekanntheit durch die Rettung von über 700 Überlebenden der Titanic-Katastrophe vom 15. April 1912.

## Familie
Rostron war der Sohn von James Rostron (1839–1911) und dessen Ehefrau Nancy Lever (ca. 1843–1888). Am 14. September 1899 heiratete er in Atherton Ethel Minnie Stothert, die am 7. Juli 1943 im Alter von 69 Jahren starb. Aus der Ehe gingen vier Kinder hervor: Harry Maxwell (1900–1979), Robert James (1903–1984), Arnold Richard (1907–?) und Margaret Ethel (1915–2005, später Mrs. John F. Howman).

## Ausbildung
Nach dem Besuch der Astley Bridge High School heuerte Rostron im Alter von 13 Jahren auf dem Schulschiff Conway der britischen Handelsmarine an. Nach zwei Jahren Ausbildung ging er zur Waverley Line von Messrs. Williamson, Milligan and Co. in Liverpool auf den Klipper Cedric of Saxon. Nach drei Jahren Fahrt in alle Teile der Erde fuhr Rostron auf der Bark Red Gauntlet derselben Reederei. Nach gut zwei Jahren Erfahrung als Zweiter Offizier wechselte er auf der Bark Camphill, die auf der Route zur Westküste Südamerikas eingesetzt wurde.
1894 wechselte er auf das Dampfschiff Concord, auf dem er das Extra Master´s certificate bestand.

## Berufsleben

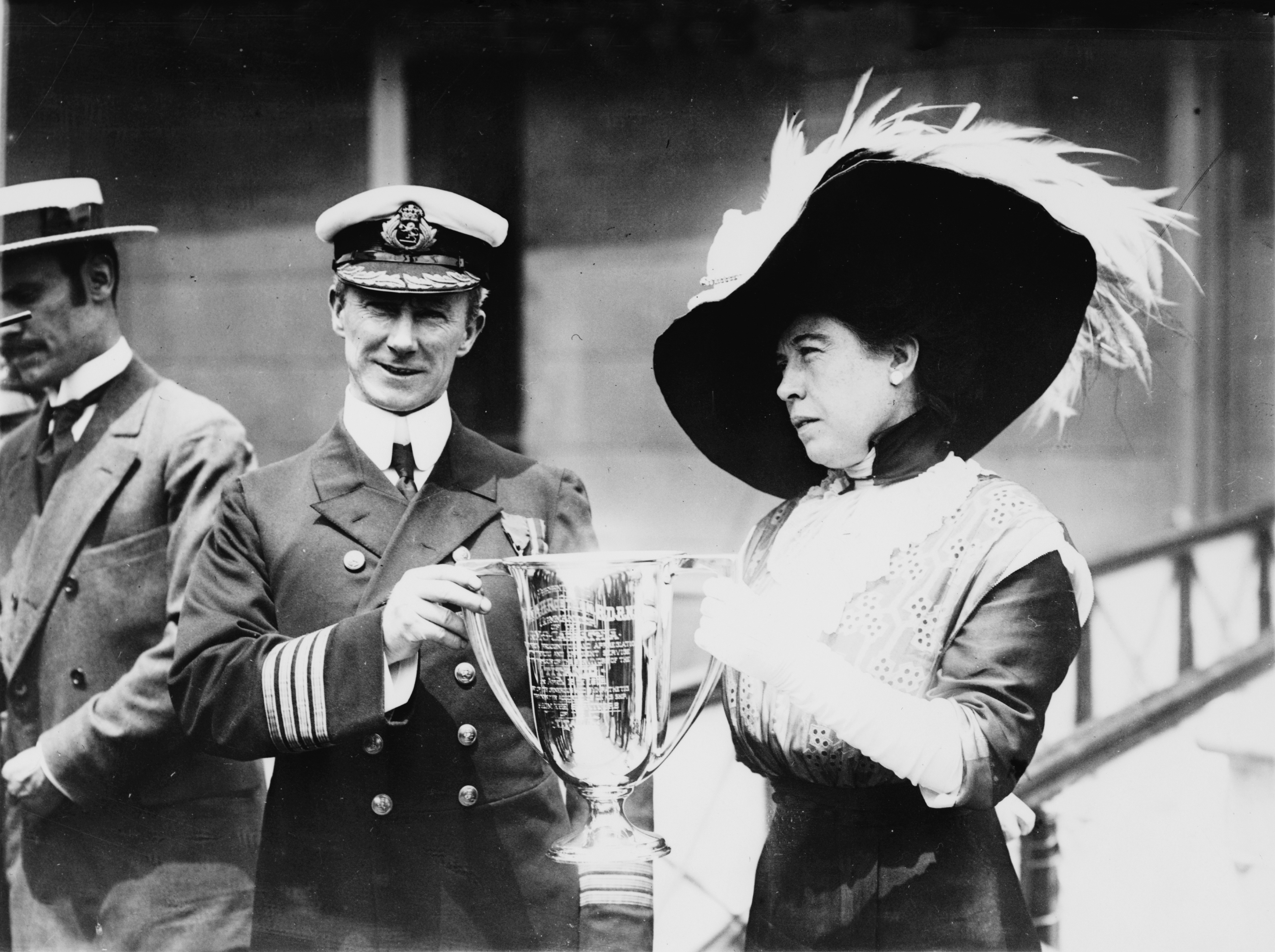
Arthur Rostron erhält im Mai 1912 von Margaret „Molly“ Brown einen Pokal für seine Dienste bei der Rettung der Überlebenden der Titanic

Im Januar 1895 ging Rostron zur Cunard Line, wo er auf der Umbria den Posten des Vierten Offiziers bekleidete. In den folgenden Jahren diente er auf verschiedenen Dampfern der Cunard Line.
Als Erster Offizier sollte er Anfang September 1907 die Jungfernfahrt der Lusitania begleiten. Nur einen Tag vorher erhielt er sein erstes eigenes Kommando als Kapitän auf der Brescia, einem Frachter auf Linien im Mittelmeer. In den kommenden Jahren befehligte Rostron weitere Frachter wie die Verria und die Pavia'. Als Mitglied der Royal Naval Reserve war es Rostron erlaubt, zeitlich begrenzt die Cunard Line zu verlassen, um in der britischen Royal Navy während des Russland-Japan-Krieges zu dienen. Das Kommando über sein erstes Passagierschiff erhielt er 1911 auf der Pannonia, die zwischen New York City und dem Mittelmeer verkehrte. Im Anschluss daran wechselte er am 18. Januar 1912 auf den Dampfer Carpathia, mit dem er im April 1912 während einer Fahrt von New York nach Fiume 705 Überlebende der Titanic-Katastrophe retten konnte. Wegen seiner schier unerschöpflichen Energie während der Aktion erhielt er den Spitznamen „Der elektrische Funken“.
Nach einem Jahr auf der Carpathia wurde Rostron auf die Caronia versetzt. Zwischen 1913 und Ende 1914 kommandierte er die Carmania, Campania und Lusitania.
Zwischen September 1915 und April 1916 befehligte er die Mauretania. Dieser Passagierdampfer wurde damals als Lazarettschiff verwendet. Anschließend wechselte er auf die Ivernia, die im Mittelmeer eingesetzt wurde. Gegen Ende 1916 verließ Rostron in Marseille die Ivernia und übernahm die Mauretania erneut. Im Anschluss daran fuhr er auf Andania, Saxonia und der Carmania, bevor er wieder die Mauretania übernahm. Das Schiff wurde 1919 aus dem Kriegsdienst entlassen und kehrte wieder auf den angestammten Platz im Nordatlantikdienst zurück. Rostron blieb bis zum Juli 1928 auf der Mauretania, mit der er mehrere Geschwindigkeitsrekorde aufstellte.
Arthur Rostron löste 1928 James Charles als Kapitän der Berengaria ab. Darüber hinaus wurde Rostron zum Kommodore der Cunard-Flotte ernannt. Im Mai 1931 legte Rostron das letzte Mal mit der Berengaria in Southampton an, denn er wurde pensioniert. Im Ruhestand schrieb er seine Biografie „Home From The Sea“. Die in Deutschland gebaute Berengaria, das letzte Schiff, welches er in seiner langen Karriere zur See kommandieren durfte, erwähnte er in seinen Memoiren jedoch lediglich in einem Nebensatz als „das bequemste Schiff, auf dem er jemals gedient hätte“. Der schnelleren, kleineren, älteren, aber durch und durch „englischen“ Mauretania widmete er hingegen ein ganzes Kapitel.
Kapitän Rostron starb 1940 im Alter von 71 Jahren im Cottage Hospital von Chippenham an einer Lungenentzündung. Sein Grab auf dem alten Friedhof (Old Burial Ground) von West End, Grafschaft Hampshire, einem Vorort von Southampton, ist erhalten.

## Autobiographie
Home from the Sea. 1931. Eine deutsche Übersetzung des 5. Kapitels, das die Rettung der Titanic-Passagiere behandelt, erschien unter dem Titel „Der Untergang der Titanic“ in Oceanum. Das Jahrbuch der Schifffahrt. Ausgabe 8, S. 110–125. Oceanum Verlag, Bremen 2023.